# 逃脱者2
《逃脱者2》是《逃脱者》的续作。该作在原作的基础上细化了细节、更新了地图、增加了更多服装、支持多人联机和更多的逃脱方法。目前遊戲僅支援英文和日文。